# Socchieve
Socchieve (im furlanischen Dialekt: Soclêf oder Socleif) ist eine nordostitalienische Gemeinde (comune) mit 861 Einwohnern (Stand 31. Dezember 2023) in der Region Friaul-Julisch Venetien. Die Gemeinde liegt etwa 47,5 Kilometer nordwestlich von Udine am Tagliamento in Karnien und gehört zur Comunità Montana della Carnia. Der Verwaltungssitz befindet sich im Ortsteil Mediis.

## Sehenswürdigkeiten

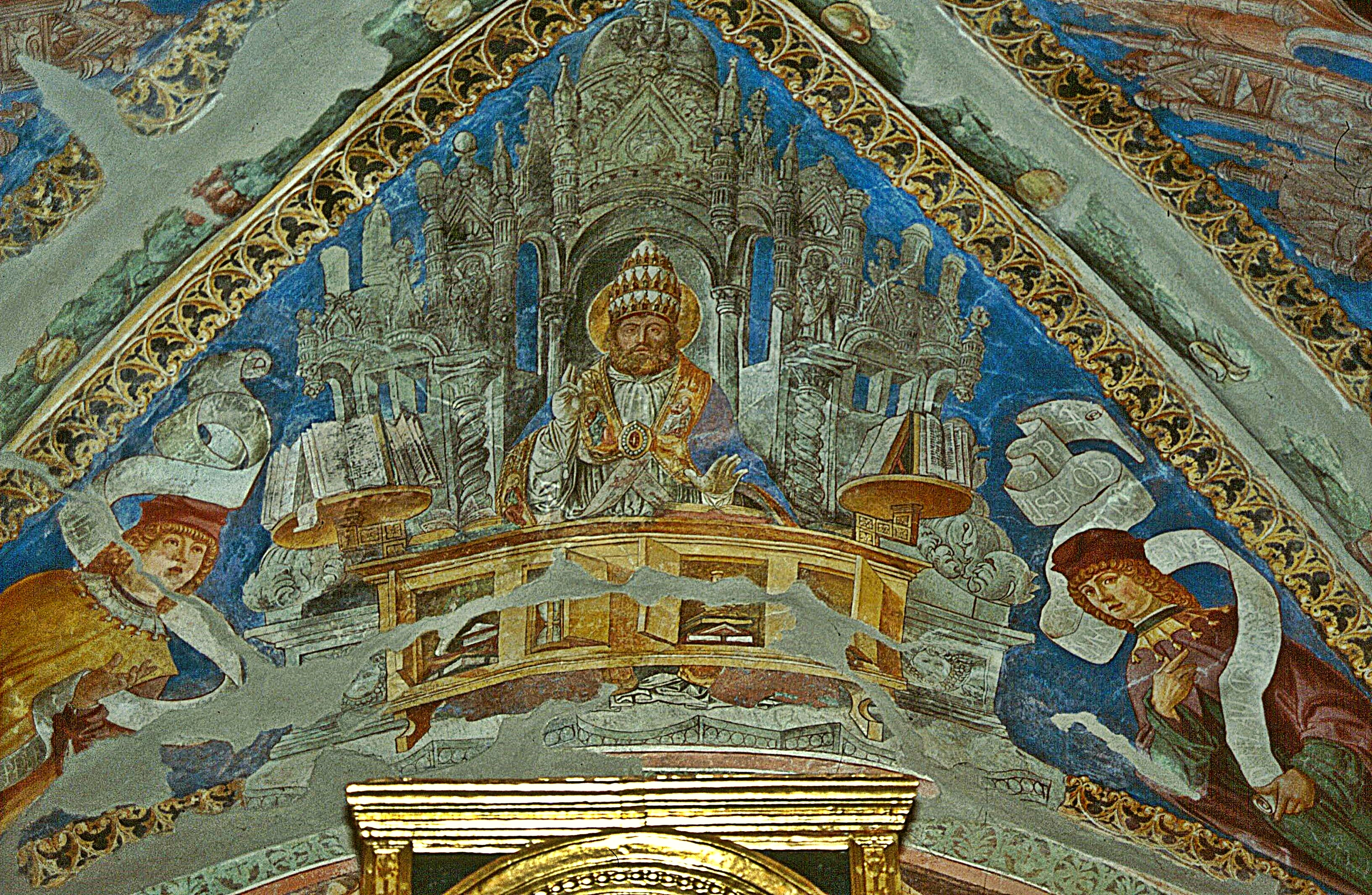
San Martino: Fresken von da Tolmezzo: einer der Kirchenväter

Die kleine, äußerlich bescheidene Pfarrkirche San Martino aus dem 15. Jahrhundert enthält in ihrem Inneren ein Hauptwerk des friulischen Renaissancemalers Gianfrancesco da Tolmezzo. Der in Socchieve geborene Künstler wurde stark durch die Malerschule Paduas geprägt. In San Martino hat er 1493 in dicht gefüllten Szenen die Wände bemalt und auch 1511 das Altarbild geschaffen: Im Zentrum der heilige Martin, der einem Bettler die Hälfte seines Gewandes gereicht hat, seitlich umgeben von den heiligen Sebastian und Rochus, oben von der Madonna mit Kind.
Am Bogen hinter dem Altar ist die „Verkündigung“ dargestellt, links davon der heilige Sebastian, rechts der heilige Rochus. Die Laibung des Bogens schmücken die Märtyrerinnen, links eine Inschrift des Malers mit dem Entstehungsjahr. Im Altarraum stehen die zwölf Apostel mit dem segnenden Christus. Rechts vom Fenster sieht man in kleinerer Szene die „Geburt Christi“.
In den Kappen des Kreuzgratgewölbes sitzen die vier Kirchenväter an Schreibpulten, ausgestattet mit sorgfältig dargestellten Details.
Im Altar-Sockel haben sich einige Freskenreste aus romanischer Zeit erhalten, die aufgrund einer Inschrift auf das Jahr 1098 datiert werden konnten.

## Verkehr
Durch die Gemeinde führt die Strada Statale 52 Carnica von Carnia di Venzone nach Innichen. Vom Ortsteil Priuso geht die frühere Strada Statale 552 del Passo Rest (heute eine Regionalstraße) nach Sequals ab.